# Arnd Klein-Zirbes

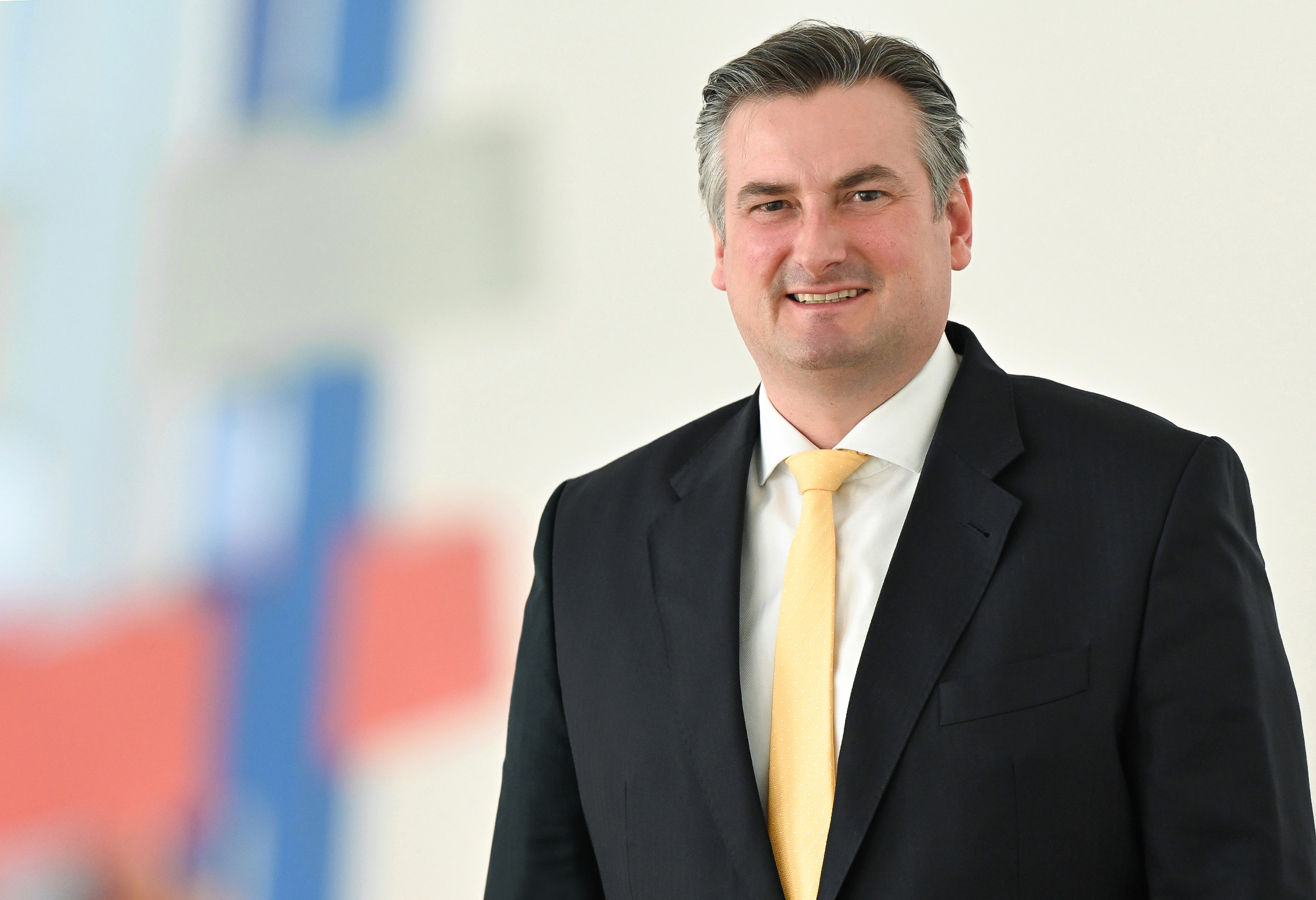
Arnd Klein-Zirbes (2021)

Arnd Klein-Zirbes (* 26. August 1970 in Bonn) ist ein deutscher Politikwissenschaftler und Hauptgeschäftsführer der Industrie- und Handelskammer Kassel-Marburg.

## Ausbildung und Beruf
Klein-Zirbes studierte an der Rheinischen Friedrich-Wilhelms-Universität Bonn Politische Wissenschaft, Soziologie, Geschichte und Pädagogische Psychologie. Unter der Leitung von Friedrich Fürstenberg promovierte er nebenberuflich über Goetz Briefs.
Von 1997 bis 1999 war Klein-Zirbes als Informationskorrespondent für die Vertretung der Europäischen Kommission in der Bundesrepublik Deutschland in Bonn tätig. Von 1999 bis 2004 leitete er die Öffentlichkeitsarbeit der Handwerkskammer Rhein-Main mit Hauptverwaltungen in Frankfurt und Darmstadt. Von 2004 bis 2008 verantwortete er als Projektdirektor verschiedene Baumessen der Leipziger Messe.
Von 2008 bis 2015 leitete Klein-Zirbes als Mitglied der Geschäftsführung den Kommunikationsbereich der IHK zu Köln. Dort baute er auch das Verbindungsbüro zum damaligen IHK-Präsidenten Paul Bauwens-Adenauer auf, das er fortan leitete. Er absolvierte in seiner Zeit bei der Industrie- und Handelskammer zu Köln Stationen im Büro des Deutschen Industrie- und Handelskammertages in Brüssel und der German American Chamber of Commerce in New York.
Von März 2015 bis 2020 war Klein-Zirbes Hauptgeschäftsführer der Handwerkskammer des Saarlandes (HWK) in Saarbrücken. An der Spitze der Landeskammer vertrat er die Interessen rund 12.000 saarländischer Handwerksunternehmen. Er setzte eine strategische Neuausrichtung der HWK um, zu der die Diskussion um den Neubau der HWK-Bildungsstätte gehörte.
Klein-Zirbes verwirklichte bei der HWK Saarland eine strategische Kommunikation, die für die Handwerksorganisation neue Elemente wie den YouTube-Kanal „Mach Dein Ding!“ beinhaltete. Der Kanal wurde mit dem Marketing Award Saar 2017 des Marketingclub Saar e.V. ausgezeichnet.
In der Funktion als Hauptgeschäftsführer verantwortete Klein-Zirbes auch das operative Geschäft der Akademie des Handwerks (AdH) sowie der Gewerbeförderungs- und Technologiezentrale des Saarlandes (GTZ). Klein-Zirbes war in seiner Zeit im Saarland Mitglied des Vorstandes der Stiftung Saarländisches Handwerk – Winfried E. Frank Stiftung und weiterer Gremien wie dem Rundfunkrat des Saarländischen Rundfunks.
Am 16. Juni 2020 bestellte die Vollversammlung der Industrie- und Handelskammer (IHK) Kassel-Marburg Klein-Zirbes einstimmig zum Hauptgeschäftsführer. Anlässlich seines Wechsels nach Nordhessen schrieb die Saarbrücker Zeitung, die saarländische Handwerkskammer sei „in den Jahren der Ära Klein-Zirbes deutlich politischer geworden“. Auffällig sei, dass in der Zeit der Hauptgeschäftsführung von Klein-Zirbes Bundesprominenz zahlreiche Aktivitäten der Saar-Handwerkskammer begleitet habe. Die Zeitung verweist auf die Mitwirkung von Bundestagspräsident Wolfgang Schäuble, Bundeswirtschaftsminister Peter Altmaier, Bundesaußenminister Heiko Maas sowie Bundesgesundheitsminister Jens Spahn bei Veranstaltungen der HWK Saarland.
Klein-Zirbes trat sein Amt bei der IHK Kassel-Marburg zum 1. März 2021 an. In der Ausgabe 3/2021 des IHK-Magazins Wirtschaft Nordhessen skizzierte er im Interview geplante Arbeitsschwerpunkte.
Am 27. September 2021 wählte die Versammlung der Hessischen Landesanstalt für privaten Rundfunk und neue Medien (Medienanstalt Hessen) Arnd Klein-Zirbes zum stellvertretenden Vorsitzenden.
Klein-Zirbes ist verheiratet und hat einen erwachsenen Sohn.

## Publizistische Tätigkeit
Klein-Zirbes veröffentlichte unter anderem in Transparenz der Medien, Der Selbständige, in der Frankfurter Rundschau, im Deutschen Handwerksblatt, in der Deutschen Handwerks Zeitung und in der Mitgliederzeitschrift IHKplus. Als Hauptgeschäftsführer der Industrie- und Handelskammer (IHK) Kassel-Marburg verantwortet er überdies das Mitgliedermagazin Wirtschaft Nordhessen (WN), das elf Mal im Jahr, jeweils in einer Auflage von 30.000 Exemplaren, erscheint.

## Kritik des Saarländischen Rechnungshofs und Ermittlungen der Staatsanwaltschaft Saarbrücken
Am 15. November 2022 wurde bekannt, dass die Staatsanwaltschaft Saarbrücken Ermittlungen wegen des Verdachtes der Untreue gegen Klein-Zirbes aufgenommen hat. Die erhobenen Vorwürfe richten sich auf die Tätigkeit von Klein-Zirbes als Hauptgeschäftsführer der Handwerkskammer des Saarlandes im Zeitraum von 2015 bis 2020. In diesem Zusammenhang wurden die Büros der HWK des Saarlandes, der IHK Kassel-Marburg sowie Privaträume in Nordrhein-Westfalen von der Polizei durchsucht. Am 24. November 2022 veröffentlichte der Rechnungshof des Saarlandes seinen Jahresbericht für das Jahr 2021 und verdeutlichte in einem Sonderprüfungsbericht den Vorwurf des unwirtschaftlichen Handelns von Klein-Zirbes als Hauptgeschäftsführer der Handwerkskammer des Saarlandes in seiner Amtszeit von 2015 bis 2020. In dem Jahresbericht stellt der Rechnungshof des Saarlandes fest, dass „die Handwerkskammer durch das von ihr praktizierte Planungs- und Haushaltsgebaren in schwerwiegender Weise gegen fundamentale Grundsätze und Bestimmungen des Haushalts- und Satzungsrechts verstoßen“ hat, wofür Klein-Zirbes als Hauptgeschäftsführer die Gesamtverantwortung trägt (ebd. S. 228). Der Rechnungshof kritisiert weiterhin die durch den Hauptgeschäftsführer Klein-Zirbes „aufgeblähte“ Organisation mit vergleichsweise geringen Leitungsspannen. Zudem wird dem Hauptgeschäftsführer Klein-Zirbes ein „verschwenderischer Führungsstil“ vorgeworfen, der sich dadurch zeigte, dass „Ausgaben für Gemeinschaftsveranstaltungen, interne Feierlichkeiten und Veranstaltungen sowie Geschenke für Beschäftigte“ auf Kosten der Handwerkskammer und ihrer Beitragszahler finanziert wurden, die „nach Auffassung des Rechnungshofs grundsätzlich der privaten Lebensführung zuzurechnen“ sind.

## Veröffentlichungen
- Zukunftsmodell soziale Marktwirtschaft – Stimme der Mehrheit. Aton, Unna 2001, ISBN 978-3-9807644-4-5.
- Der Beitrag von Goetz Briefs zur Grundlegung der Sozialen Marktwirtschaft. Peter Lang, Frankfurt 2004, ISBN 978-3-631-53383-3.
- Gottfried Anton Briefs genannt Goetz. In: Biographisch-Bibliographisches Kirchenlexikon (BBKL). Band 25, Bautz, Nordhausen 2005, ISBN 3-88309-332-7, Sp. 132–137 (Artikel/Artikelanfang im Internet-Archive).